# Serrat Pelat
El Serrat Pelat és un serrat del municipi de Conca de Dalt, antigament de l'antic terme de Claverol, en terres de l'enclavament dels Masos de Baiarri.
Està situat a llevant del Roc de les Cases i de l'antic nucli dels Masos de Baiarri, al nord del Cap de l'Alt de Baiarri i a ponent de l'Obaga Fosca.